# 諾伍德 (伊利諾伊州)
諾伍德（英語：Norwood）是一個位於美國伊利諾伊州皮奧里亞縣的城市。

## 地理
諾伍德的座標為40°42′24″N 89°41′59″W / 40.70667°N 89.69972°W，而該地的平均海拔高度為212米（即696英尺）。

## 人口
根據2010年美國人口普查的數據，諾伍德的面積為0.75平方千米，當中陸地面積為0.75平方千米，而水域面積為0.00平方千米。當地共有人口478人，而人口密度為每平方千米637.33人。